# Приходько Олександр Валентинович
Олекса́ндр Валенти́нович Прихо́дько (15 вересня 1994, с. Виповзів, Чернігівська область — 27 вересня 2014, с. Малоорлівка, Донецька область) — старший солдат 169-го навчального центру сухопутних військ Збройних сил України, учасник російсько-української війни.

## Життєпис
Народився 1994 року в селі Виповзів (Козелецький район, Чернігівська область). Закінчив Деснянську ЗОШ, проходив військову службу за контрактом, 169 навчальний центр Сухопутних військ, механік-водій.
Загинув уночі проти 27 вересня 2014-го, в районі селища Малоорлівка (Шахтарський район, Донецька область), під час обстрілу терористів блокпосту підрозділу українських військ з РСЗВ «Град», гранатометів, мінометів і танків. Близько 23-ї години один зі снарядів влучив просто в блокпост, тоді загинули ще двоє військовиків — солдат Денис Чередніченко й старший солдат Максим Озеров.
Без Олександра лишились батьки — Валентин Миколайович та Любов Іванівна.
Похований у селі Виповзів 30 вересня 2014 року.

## Нагороди та вшанування
За особисту мужність і героїзм, виявлені у захисті державного суверенітету та територіальної цілісності України, вірність військовій присязі під час російсько-української війни, відзначений — нагороджений
- орденом «За мужність» III ступеня (посмертно);
- За самовіддані, рішучі дії, стійкість і мужність, виявлені під час участі в антитерористичній операції, прізвище старшого солдата Олександра Приходька занесене до Книги Пошани частини (посмертно).
- 14 березня 2016 року, в селищі Десна, на фасаді ЗОШ, відкрито меморіальну дошку на честь Олександра Приходька[1].
- Одній з вулиць села Виповзів надане ім'я Олександра Приходька[2].
- 30 листопада 2021 року — Почесна відзнака Чернігівської обласної ради «За мужність і вірність Україні»[3].
- Його портрет розміщений на меморіалі «Стіна пам'яті полеглих за Україну» у Києві: секція 4, ряд 9, місце 18
- Вшановується 27 вересня на щоденному ранковому церемоніалі вшанування українських захисників, які загинули цього дня в різні роки внаслідок російської збройної агресії[4]